# 고리 (매듭)

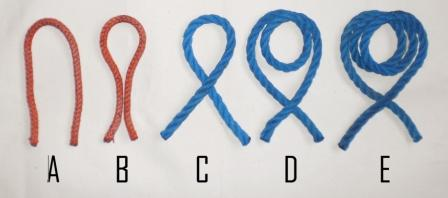
A - (열린)고리, B - 열린고리의 굴곡, C- 일반적인 고리의 매듭 ,D 두번 고리매듭, E-세번고리매듭

고리는 긴 쇠붙이나 줄, 끈 따위를 구부리고 양 끝을 맞붙여 둥글거나 모나게 만든 물건이나 형태를 가리킨다. 한편 쇠붙이 경우의 고리는 '귀'라고 부르는 경우도 있다.  이때의 고리는 붙잡는 용도를 강조한 것이다.
또한 매듭하는 방법에서 원형을 이루는 고리의 형태는 다양한 매듭의 응용을 위해 아주 중요한 매듭의 원리를 제공한다.

## 고리 매듭의 원리
고리 매듭은 밧줄로 대상을 옭아매는 매듭 본연의 기능뿐만아니라 매달아 걸거나 리본 매듭처럼 단단히 옭아맨것에서 역방향으로 쉽게 풀리게하는 기능 또는 매듭과 매듭을 연결하거나 이를 조절하는등 다양한 응용에 있어서 매우 중요하다.

## 고리의 예
|  |  |  |  |
|  |  |  |  |

## 같이 보기
- 옭매듭
- 사각매듭
- 매듭 종류